# 1 Rockefeller Plaza
1 Rockefeller Plaza (anteriormente Time & Life Building y General Dynamics Building) es un edificio de 36 pisos ubicado en el lado este de Rockefeller Plaza entre las calles 48 y 49 en Midtown Manhattan, Nueva York (Estados Unidos). Completada en 1937, la torre es parte del Rockefeller Center, que fue construido en estilo art déco.

## Diseño
La torre de 36 pisos en 1 Rockefeller Plaza, en el lado este de la plaza entre las calles 48 y 49, es el edificio Time–Life original. La torre contiene un retranqueo en el décimo piso del lado de la calle 48, mientras que el lado de la calle 49 en realidad está retranqueado de la calle, elevándose como una losa. El lado de Rockefeller Plaza es casi una losa, excepto por el retranqueo del décimo piso, y el lado este se conecta con 600 Fifth Avenue a través de un anexo de siete pisos. Su eje norte-sur se alinea con la alineación modificada del International Building. 1 Rockefeller sin pensar en un inquilino en particular, con un tema general.

### Obra de arte
La obra de arte incluía el bajorrelieve de Lawrie de Pegaso, una figura con túnica y un águila sobre la entrada, lo que significa el progreso humano. Además, el relieve de piedra caliza "Joy of Life" de Attilio Piccirilli representa a un Dionisio hedonista disfrutando del vino. : 261–262 El portal de entrada está decorado con tallas de industria y agricultura en piedra caliza de C. Paul Jennewein.
Carl Milles creó una escultura de madera y plata de tres partes cerca de la parte superior de la pared occidental del vestíbulo. Se llama "Människan och Naturen" o "El hombre y la naturaleza" y fue creado entre 1938 y 1941. La talla de la derecha representa un fauno de madera que empuja a la naturaleza, mientras que la talla del lado izquierdo consiste en una ninfa de madera en el follaje, y la talla central representa a un hombre de madera a caballo escuchando un ruiseñor mexicano de metal que cada hora en punto., el ruiseñor abre su pico y canta una grabación de un Ruiseñor Mexicano del Zoológico del Bronx.

## Historia
El Rockefeller Center ocupa tres cuadras en el centro de Manhattan delimitado por las avenidas Quinta y Sexta al este y al oeste, entre la calle 48 al sur y la calle 51 al norte. Para 1936, la mayor parte del complejo se había completado. Rockefeller Center Inc. solo necesitaba desarrollar tres terrenos vacíos en medio de los bloques norte y sur del complejo. El sitio de 1 Rockefeller Plaza, ubicado en el bloque sur, se usaba como estacionamiento, y en ese momento, era el estacionamiento más grande de la ciudad.
En 1936, Time Inc. expresó interés en mudarse de sus oficinas del edificio Chrysler a una sede más grande, después de haber lanzado su revista Life. Los gerentes del Rockefeller Center persuadieron a Time para que se mudara a un rascacielos propuesto en una parte del lote vacío del sur, ubicado en Rockefeller Plaza entre las calles 48 y 49, prometiendo a la empresa siete pisos y un ático; espacio para expandirse; un contrato de arrendamiento de 20 años; y el derecho a nombrar el edificio con su nombre. excavación para un nuevo edificio en 1 Rockefeller Plaza, numerado 9 Rockefeller Plaza en ese momento, comenzó en junio de 1936. Los planos originales estipulaban un edificio de 32 pisos, pero la altura se aumentó a 36 pisos con el uso de retranqueos en la elevación de la calle 48. Se minimizó la cantidad de contratiempos, lo que aumentó el espacio alquilable dentro del edificio, y se conservaron los planos originales de la parcela para el edificio Time & Life. La estructura metálica de ese edificio se colocó el 25 de septiembre de 1936 y se completó el 28 de noviembre, cuarenta y tres días hábiles después. El Time & Life Building, como se le conocía, abrió el 1 de abril de 1937, junto con el bloque final de Rockefeller Plaza colindante con el edificio, entre las calles 48 y 49. Time se mudó al edificio en 1938. El contrato de arrendamiento de Time Inc estipulaba que no se podía construir nada más en un radio de 61 m de los pisos superiores del Edificio Time & Life.
Los inquilinos originales incluían las Girl Scouts of the USA y el Museo de Arte Moderno, pero Time Inc. no se mudó al edificio hasta un año después de su finalización. En 1960, el edificio pasó a llamarse General Dynamics después de que Time Inc. se mudara a 1271 Avenue of the Americas, el nuevo Time-Life Building ubicado a tres cuadras de distancia. Se cambió el nombre de la torre por la dirección de su calle después de que General Dynamics se mudara a San Luis en 1971.